# Carlos Durán
Carlos Eduardo Durán Faundez, más conocido por su apodo Mr. Pipa (Santiago, 10 de agosto de 1958) es un periodista, exfutbolista y director técnico chileno. 

## Trayectoria

### Como futbolista
Durán defendió las camisetas de Lota Schwager, Huachipato, Arturo Fernández Vial, Deportes Puerto Montt y Deportes Victoria.

### Como director técnico
Durán fue jefe del área formativa de Huachipato desde 1986 a 1991, siendo ayudante técnico del primer equipo en 1991. En 1993, Durán firma por Frutilinares de la Tercera División, logrando el título de dicha división en 1994.
En 1995, Durán comenzó a trabajar en las divisiones inferiores de Colo Colo, en donde se involucró en la formación de jugadores como Sebastián González, Claudio Maldonado y Luis Ignacio Quinteros. 
En 1998, Durán dirigió a Deportes Los Andes.
Durante el torneo de 1999, Durán quedó interinamente a cargo del primer equipo de Colo-Colo, tras la renuncia del brasileño Nelsinho Baptista, durante su interinato por dos semanas, hasta la llegada del nuevo técnico, el uruguayo Fernando Morena.
El 24 de enero de 2000, se confirmó su salida del cuadro albo. Tras esto, firmó como técnico de Deportes Temuco por 3 años. Tras ser despedido, Durán entabló una demanda contra el cuadro araucano, obteniendo una sentencia favorable con una indemnización de $ 40 millones de pesos.
Durante 2001 fue ayudante técnico de Leonardo Véliz en Unión Española. Tras esto, Se dedicó a dirigir en ligas universitarias.

## Clubes

### Como entrenador
| Club               | País  | Año       |
| ------------------ | ----- | --------- |
| Frutilinares       | Chile | 1993-1994 |
| Deportes Los Andes | Chile | 1998      |
| Colo-Colo          | Chile | 1999      |
| Deportes Temuco    | Chile | 2000      |